# Kakinada
Kakinada é uma cidade localizada no distrito de Govari Oriental, no estado indiano de Andra Pradexe. Esta cidade costeira tem uma população de 289.920 habitantes (o aglomerado populacional tem 368.672) segundo o censo de 2001. Tem sofrido um rápido crescimento, muito por causa de lhe ter sido concedido o estatuto de zona económica especial. Foi recentemente elevada a corporação municipal. A cidade possui um porto de águas profundas.

## Origem do nome
Originalmente a cidade era chamada Kaki Nandivada, devido aos reis Nandi de Rajahmundry. O nome acabou por ser truncado com o passar do tempo.

## Religião
Kakinada é um local onde existem mesquitas, de carácter histórico. Algumas delas foram construidas por governantes muçulmanos, ainda no século XVI.
O tempo de Bhavanarayanaswami, na vila de Sarpavaram, é dedicado a Vishnu. A arquitetura deste templo é uma mistura dos estilos Chalukyan e Chola.